# April Wine

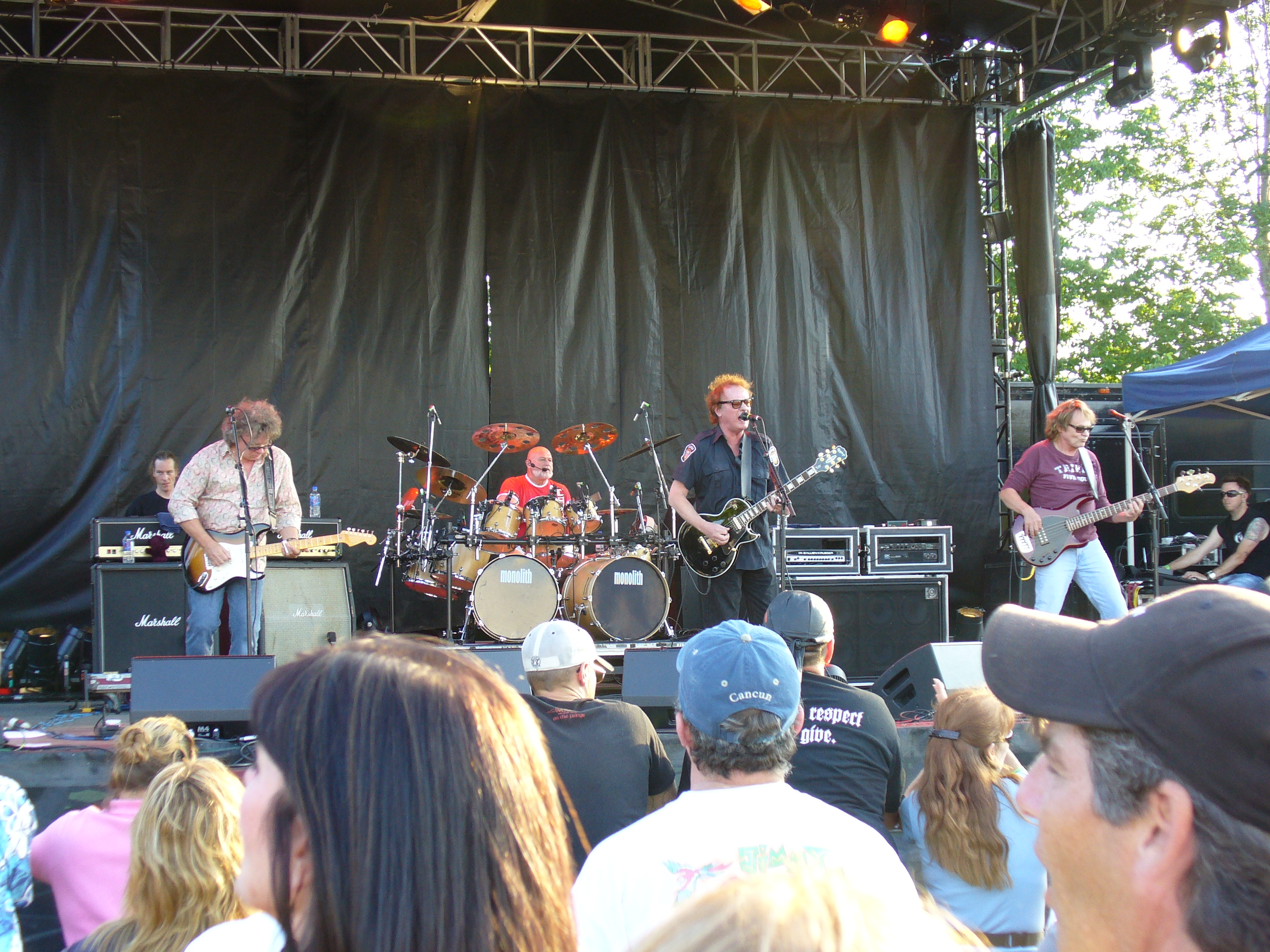
April Wine, 2008 рік.

April Wine — канадський рок-гурт, утворений 1969 року у місті Монреаль. До остаточного складу ввійшли: Майлз Гудвін (Myles Goodwyn), 23.06.1948, Галіфакс, Канада — вокал; Брайн Грінвей (Brian Greenway), 1.10.1951 — гітара; Гері Моффет (Gary Moffet), 22.06.1949 — гітара; Стів Ленг (Steve Lang), 24.03.1949 — бас та Джеррі Мерсер (Jerry Mercer), 27.04.1939 — ударні.
Цей хард-роковий гурт з перших кроків кар'єри супроводжував успіх, хоча склад гурту часто змінювався аж до кінця 1970-х років. Весною 1970-го колектив перебрався з провінційного Халіфакса в Монреаль, де хлопцям вдалося заключити контракт з "Aquarius Records". Серед палких прихильників гурту були колишні учасники The Rascals (Young Rascals) — Діно Данеллі та Джин Корнім, які стали авторами перших творів April Wine.
Вже на першому альбомі Гудвін проявив неабиякий композиторський талант, і його пісня "Fast Train" зазвучала на канадських радіостанціях. В конці 1971-го Джима Хенмана змінив Джим Кленч, і група приступила до роботи над другою платівкою. До сесій був запрошений продюсер Ральф Мерфі, задачею якого була розкрутка групи до міжнародного рівня. Поставленої мети практично вдалося досягнути, і пісня "You Could Have Been A Lady" не тільки очолила національний чарт, але й увійшла до білбордівського Топу 30. Альбом "On Record" одержав золото, однак в колективі розгорівся скандал, і Хенманам довелося поступитися.
Разом тим, у Гудвіна і Кленча склався відмінний авторський тандем, і вони продовжили вести команду до вершин, запросивши до себе в компанію барабанщика Джері Мерсера і гітариста Гері Моффета. В 1973-м вийшов альбом "Electric Jewels", який містив такі класичні "речі" як "Weeping Widow", "Just Like That" і "Lady Run Lady Hide". В його підтримку "April Wine" провели потужне національне турне, а в 1975-му видали одну із своїх найкращих робіт, "Stand Back".
Альбом, який став у Канаді двічі платиновим, включав у собі не тільки бойовики типу "Tonight Is A Wonderful Time To Fall In Love" і "I Wouldn't Want To Lose Your Love", але й просто добротні композиції: "Cum Hear The Band", "Slowpoke", "Don't Push Me Around", "Oowatanite". В 1976-му пішов Кленч, а його місце зайняв Стів Ленг. З відбуттям Джіма тиражі платівок дещо знизилися, однак і "The Whole World's Goin' Crazy" і "Forever For Now" подолали платиновий рубіж. В 1977 році в Торонто відбувся спільний виступ "April Wine" і "Rolling Stones", і на основі цього концерту був випущений диск "Live At The El Mocambo".
Після виходу цієї платівки в групі з'явився п'ятий учасник, гітарист Браян Грінвей. Його прихід надав команді додаткову гнучкість, і Гудвін тепер час від часу міг переключатися на клавішні.
Розширення складу принесло свої плоди, і наступний диск, "First Glance", вперше одержав золото за межами Канади. Сингл "Roller" зависнув у "Billboard" на 11 неділь, а колектив стали запрошувати до себе на розігрів групи типу "Rush", "Journey" і "Styx". Восьмий студійний альбом, "Harder... Faster", повністю відповідав своїй назві і є самим "важким" в дискографії "AW". В його підтримку група гастролювала у вигляді "відкривачів" у "Nazareth", однак багато меломанів висловлювати думку, що хедлайнерів і розігрів потрібно поміняти місцями.
В 1981 році канадські рокери досягли піку комерційного успіху з роботою "The Nature Of The Beast". Сингл "Just Between You and Me" увійшов до найкращої двадцятки "Billboard", а тираж самого альбому вперше перевершив мільйонний рубіж. У підтримку наступного диску "April Wine" провів саме велике турне, однак "Power Play" мав менший успіх, ніж його попередник. Обстановка в колективі стала погіршуватися, і до часу виходу "Walking Through Fire" в команді залишилися тільки Майлс і Брайан. Проект скоре розпався, яле вже до кінця 80-х Ральф почав одержувати дзвінки від прихильників "April Wine" з проханням відродити групу. Бажання фанатів було задоволене у 1992 році, коли, нарешті, відбувся реюніон. До складу на той момент увійшли Гудвін, Грінвей, Мерсер, Кленч і новенький гітарист Стів Сегал. Перші концерти пройшли з аншлагами, а випущений після довгої перерви диск "Attitude" швиденько взяв золото.
Однак, наступна робота, "Frigate", вже не мала особливого успіху, і група призупинила випуск альбомів до третього тисячоліття. Лише в 2001-му на фірмі Грінвея "Civilian Records" вийшов студій альбом "Back To The Mansion", записаний вже без Сегала. В 2003-му музиканти випустили концертну підбірку "Greatest Hits Live", а трьома роками пізніше викинули на ринок свіжий матеріал, "Roughly Speaking". У січні 2007-го команду знову покинув Кленч, а його місце зайняв давній колега Джері і Брайана Брін ЛеБоф.
У США гурт дебютував вже після отримання «платинової платівки» у Канаді, а загалом на американських топаркушах побувало три їхніх сингли та п'ять альбомів. Найбільшим ринковим успіхом користувались лонгплей «Harder… Faster» («золота платівка») та «The Nature Of The Best» («платинова платівка»).

## Дискографія
- 1972: On Records
- 1972: April Wine
- 1973: Electric Jewels
- 1974: Live
- 1975: Stand Back
- 1976: The Whole Word's Goin' Crazy
- 1976: Forever For Now
- 1977: Live At The El Mocambo
- 1978: First Glance
- 1979: Harder… Faster
- 1979: Greatest Hits
- 1979: Unreleased Live
- 1981: The Nutuve Of The Beast
- 1981: Summer Tour 1981
- 1982: Power Play
- 1984: Animal Grace
- 1988: Walking Through Fire